# Padderow

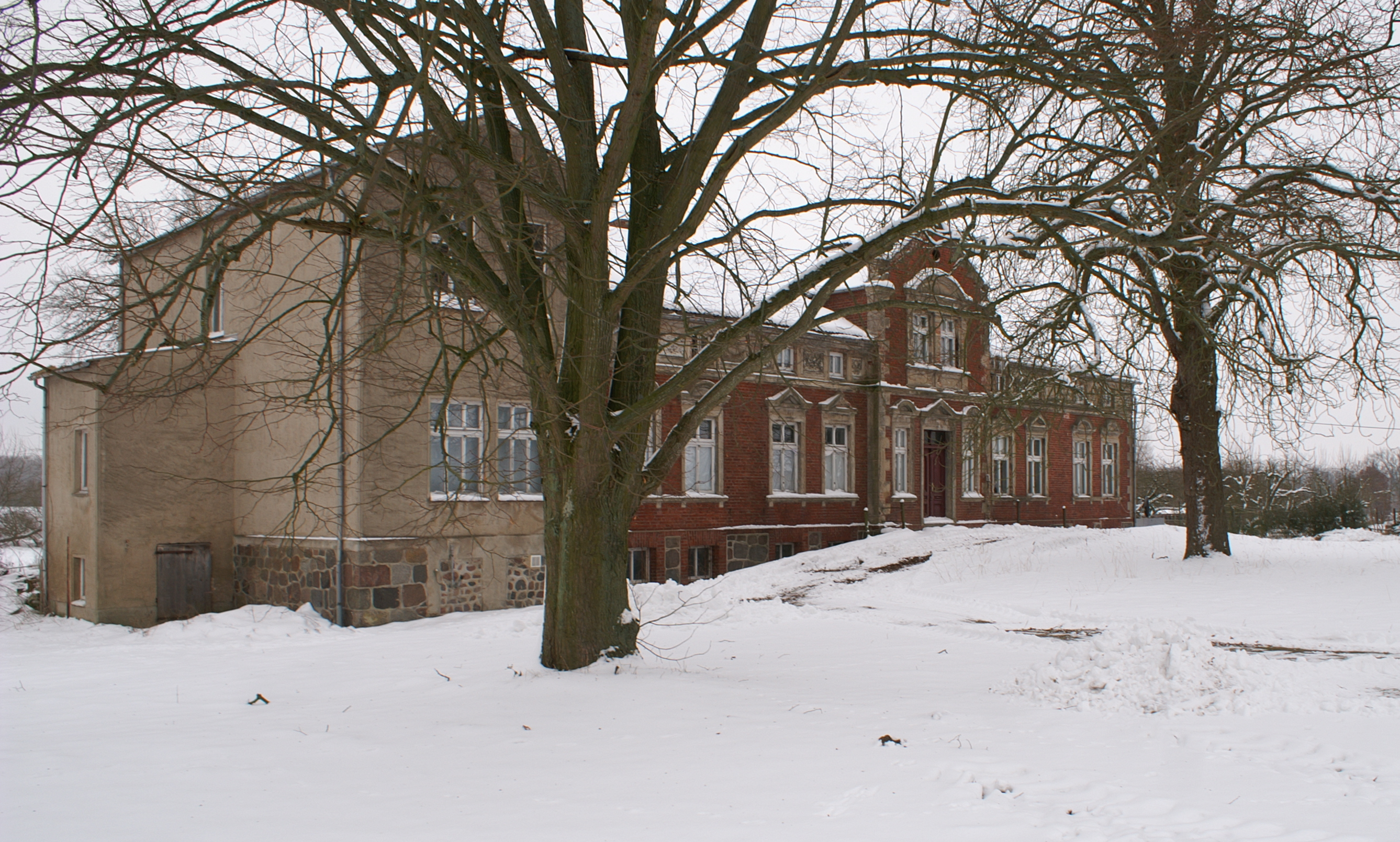
Herrenhaus

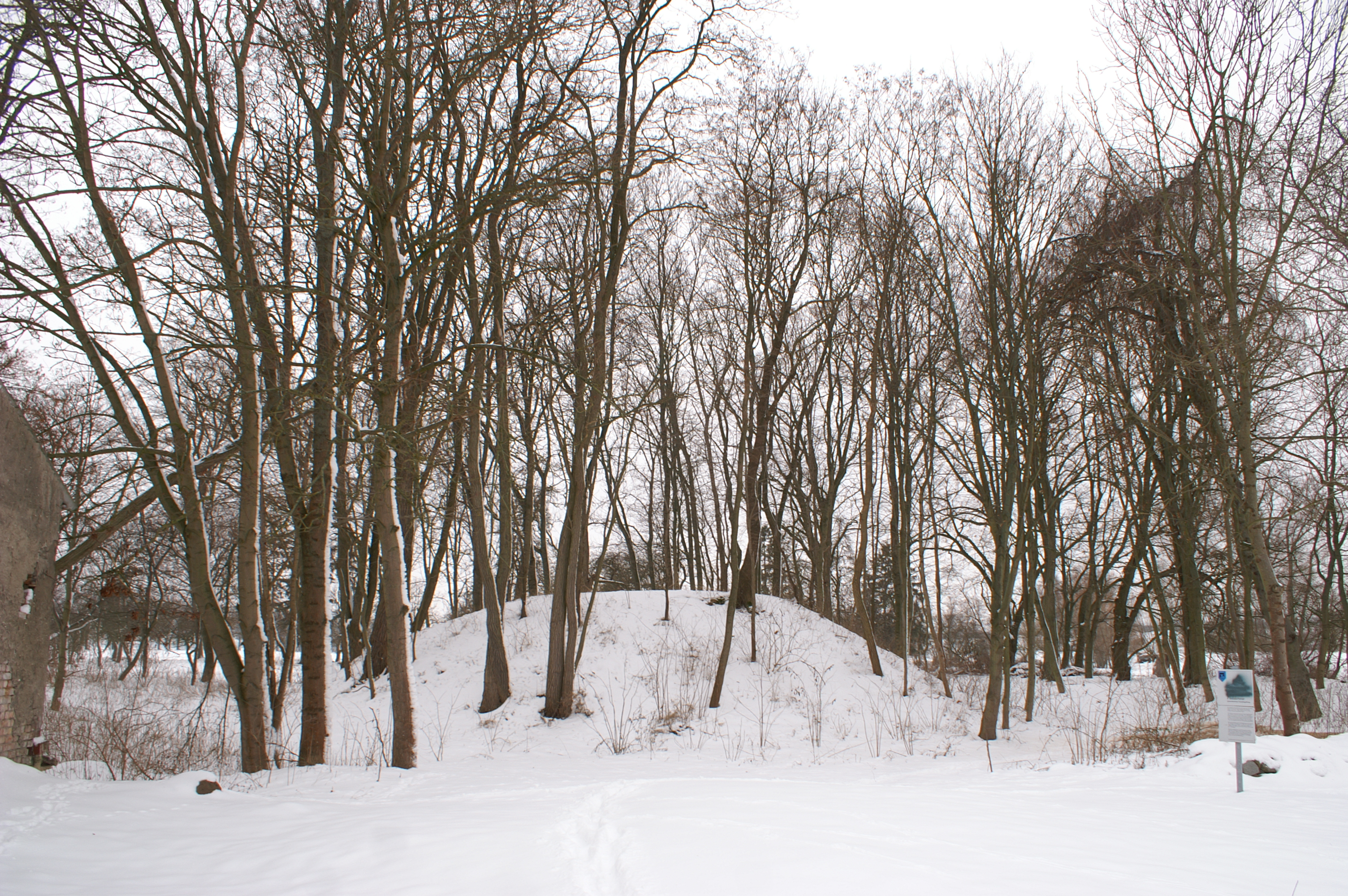
Turmhügel

Padderow ist ein Dorf im Landkreis Vorpommern-Greifswald. Es ist Ortsteil der Gemeinde Neetzow-Liepen. Durch den Ort verläuft die Bundesstraße 110.

## Geschichte
Padderow wurde 1222 erstmals urkundlich als „Pedrov“ auch „Pedrow“ genannt. Das bedeutet im Slawischen so viel wie „Untergraben“. Die urkundliche Nennung erfolgte, als Herzogin Ingardis, Witwe Kasimirs II., das Dorf dem Kloster Stolpe schenkte.
Wie lange das Dorf im Besitz des Klosters blieb, ist derzeit unklar.
Nach den ersten Berichten gehörte das Gut vor 1718 Oberst Wilhelm Burchard Freiherr Müller von der Lühne. Dieser verkaufte das Gut im gleichen Jahr an den schwedischen General-Major Hans Julius von Kirchbach. Die Familie von Kirchbach war mit Hans Gotthilf erst 1701 aus Thüringen nach Pommern eingewandert.
1720 wurde Hans Julius von Kirchbach vom schwedischen König Friedrich in den Freiherrnstand erhoben.
Bis nach 1865 blieb das Gut im Besitz der Kirchbachs.
Das Dorf hatte mit Gut nur 4 Häuser und 10 Wirtschaftsgebäude und insgesamt 60 Einwohner, die zur Jarmener Kirche eingepfarrt und nach Groß Toitin eingeschult wurden. Bis zum 1. August 1946 war Padderow ein Ortsteil von Krien, danach wurde der Ort nach Neetzow umgegliedert. Seit dem 1. Januar 2015 ist Padderow ein Ortsteil der Gemeinde Neetzow-Liepen.

## Sehenswürdigkeiten
→ Siehe auch Liste der Baudenkmale in Neetzow-Liepen
- Gut und Park Padderow
- Turmhügel Padderow aus frühdeutscher Zeit im Park
- Im Ort befand sich bis 2012 ein Modelleisenbahn-Museum, das aber aufgegeben werden musste